# Bernhard von Cluny
Bernhard von Cluny (oder Bernhard von Morlaix; lat. Bernardus Cluniacensis oder Bernardus Morlanensis) war ein Benediktinermönch in der ersten Hälfte des 12. Jahrhunderts. Er war Dichter, Satiriker und Verfasser geistlicher Lieder. Er ist der Autor des berühmten, meist in Versen geschriebenen Werkes „Von der Verachtung der Welt“. Von einem abgewandelten Zitat aus diesem Werk ist der Titel von Umberto Ecos Roman „Der Name der Rose“ abgeleitet.

## Leben
Das Land seiner Geburt und Kindheit ist unbekannt. Da er Morlanensis (in anderen Handschriften Morvalensis and Morlacensis) genannt wird, glauben die meisten Schreiber, dass er in Morlaix in der Bretagne geboren wurde. Andere glauben, dass dieser Name sich auf Morlaàs im südwestfranzösischen Béarn bezieht. John Pits (Scriptores Angliae, Saec. XII) schreibt im 16. Jahrhundert, er sei englischer Herkunft gewesen, was nicht ausgeschlossen ist, da der Beiname Morlanensis im 12. Jahrhundert für eine Person aus dem Ort Morley in Norfolk belegt ist. Es steht fest, dass Bernhard in der Zeit von Petrus Venerabilis (1122–1156) Cluniazensermönch war, denn sein berühmtes Werk hat er diesem Abt gewidmet. Es könnte um 1140 geschrieben worden sein. Während viele Historiker annahmen, Bernhard sei Mönch in Cluny selbst gewesen, deutet ein Satz im Prolog seines Werkes darauf hin, dass er tatsächlich im Cluniazenserpriorat Nogent-le-Rotrou lebte. Bernhard schreibt nämlich an Abt Petrus: „Vor einiger Zeit, als Du in Nogent warst, warst Du so freundlich ein anderes meiner kleinen Werke anzunehmen. Nun also überreiche ich Dir dieses Werk.“
Er ist nicht identisch mit dem gleichfalls unter dem Namen „Bernhard von Cluny“ bekannten Verfasser der Consuetudines Cluniacenses, welche um 1080–85 entstanden.

## Werk
De Contemptu Mundi („Von der Verachtung der Welt“ oder „Von der Geringschätzung der Welt“) enthält in drei Büchern knapp 3000 Verse und ist größtenteils eine sehr bittere Satire über die moralische Verwahrlosung der Zeit des mönchischen Dichters. Er schont niemanden; Priester, Nonnen, Bischöfe, Mönche und sogar Rom selbst werden gnadenlos für ihre Fehler gegeißelt. Aus diesem Grunde wurde es zuerst von Matthias Flacius gedruckt als einer seiner testes veritatis, oder Zeugen der tiefsitzenden Verderbnis der mittelalterlichen Kirche (Varia poemata de corrupto ecclesiae statu, Basel, 1557) und wurde im 17. und 18. Jahrhundert oft von Protestanten nachgedruckt. Dieser christliche Juvenal geht nicht auf planmäßige Weise gegen die Laster und Torheiten seiner Zeit vor. Es wurde gesagt, dass seine Gedanken sich um zwei Dinge drehten: den flüchtigen Charakter aller weltlichen Vergnügen und die Ewigkeit geistiger Freuden.
Bernhard von Cluny ist ein wahrhaft lyrischer Schreiber, der von einem Thema zum anderen getrieben wird durch die unbändige Macht asketischer Meditation und die erhabene Größe seiner eigenen Verse, worin bis heute eine heftige Aufwallung poetischen Zornes zu spüren ist. Seine detailgenau ausgearbeiteten Bilder von Himmel und Hölle waren Dante möglicherweise bekannt; die glühende Kälte, das gefrierende Feuer, der nagende Wurm, die aufgewühlten Fluten, sowie das herrliche Idyll des Goldenen Zeitalters und die Pracht des Himmlischen Reiches werden mit Worten geschildert, die zeitweise die Höhe von Dantes Genie erreichen. Die Ungeheuerlichkeit der Sünde, der Zauber der Tugend, die Qual eines schlechten Gewissens, die Annehmlichkeit eines gottesfürchtigen Lebens wechseln einander ab, wie Himmel und Hölle, die Themen seines erhabenen Dithyrambus. Er hält sich nicht mit Gemeinplätzen auf; immer wieder kommt er auf die Boshaftigkeit des Weibes zurück (eine der feurigsten Anklagen des Geschlechts), auf die Übel von Wein, Geld, Bücherwissen, Meineid, Wahrsagerei usw. Dieser Meister eines eleganten, kraftvollen und überreichen Lateins kann keine Worte finden, die stark genug sind, um seinen heiligen Zorn über die moralische Treulosigkeit seiner Generation auszudrücken, in der er nahezu niemanden findet, der geistig einwandfrei ist. Junge und simonistische Bischöfe, unterdrückende Vertreter kirchlicher Gemeinden, die Beamten der Kurie, päpstliche Legaten und der Papst selbst werden mit keiner geringeren Strenge behandelt als bei Dante oder in den Statuen mittelalterlicher Kathedralen.
Es sei hinzugefügt, dass im Mittelalter die Regel galt: „Je frommer der Chronist, desto schwärzer seine Farben“. Die erste Hälfte des 12. Jahrhunderts sah das Heraufkommen mehrerer neuer Folgen der Verweltlichung, die einer früheren und auf einfachere Weise religiösen Zeit unbekannt waren: das Anwachsen von Handel und Gewerbe als Ergebnis der Kreuzzüge, die zunehmende Unabhängigkeit der mittelalterlichen Städte, die Verweltlichung benediktinischen Lebens, das Aufkommen von Prunk und Luxus in einer bis dahin rauen feudalen Welt, die Reaktion auf den entsetzlichen Konflikt zwischen Staat und Kirche in der zweiten Hälfte des 11. Jahrhunderts. Der Gesang des Clunianzensers ist ein gewaltiger Schmerzensschrei, ausgestoßen von einer zutiefst religiösen und gleichermaßen mystischen Seele im langsam erwachenden Bewusstsein einer neuen Ordnung menschlicher Ideale und Sehnsüchte. Der undurchsichtige und uneinheitliche Fluss seiner Anklage wird zeitweise auf dramatische Weise durch flüchtige Eindrücke einer göttlichen Ordnung der Dinge angehalten, die entweder in ferner Vergangenheit oder in der nahen Zukunft liegt. Der Dichter-Prediger ist auch Prophet; der Antichrist, sagt er, sei in Spanien geboren; Elias sei im Orient auferstanden. Die letzten Tage stünden bevor und es sei notwendig für den wahren Christen, aufzuwachen und bereit zu sein für die Auflösung einer inzwischen unerträglich gewordenen Ordnung, in der die Religion selbst nunmehr durch Frömmelei und Heuchelei geprägt ist.
Das Metrum seines Werks ist nicht weniger einmalig als dessen Ausdrucksweise; in drei Abschnitten ein Daktylischer Hexameter, ohne Übergänge, mit Endreimen und einem femininen Leoninischen Reim zwischen den ersten beiden Abschnitten; die Verse sind unter dem Fachbegriff leonini cristati trilices dactylici bekannt und so schwierig in großer Zahl auszuführen, dass der Schreiber für das Vollbringen einer solchen Leistung über so lange Zeit als Hauptkraft göttliche Inspiration beansprucht (Impuls und Einströmen des Geistes der Weisheit und des Verstehens). Das Werk beginnt mit den Worten:
Hora novissima, tempora pessima sunt — vigilemus.
Ecce minaciter imminet arbiter ille supremus.
Imminet imminet ut mala terminet, æqua coronet,
Recta remuneret, anxia liberet, æthera donet.
(Die letzte Stunde, die schlimmste aller Zeiten, ist gekommen: Erwacht!
Seht die drohende Ankunft des höchsten Richters!
Er kommt, er kommt, das Böse zu beenden, das Gerechte zu krönen,
das Gute zu belohnen, die Angstvollen zu erlösen, die Himmel zu öffnen.)
Eine wahrhaft feierliche und herrliche Lyrik, reich und klangvoll, jedoch, bei Gefahr der Übersättigung, nicht dafür gedacht, in einem Zug gelesen zu werden. Bernhard von Cluny ist ein belesener Schreiber, sein Werk hinterlässt einen vorzüglichen Eindruck von der Kultur des Lateins der benediktinischen Klöster Frankreichs und Englands in der ersten Hälfte des 12. Jahrhunderts. Das moderne Interesse englischsprachiger Kreise an diesem halbdunklen Dichter richtet sich auf die lieblichen Hymnen von ausnehmender Frömmigkeit, Wärme und Feinheit des Gefühls, die von dieser reißerischen Satire ausgeht; besonders berühmt wurde Hora novissima, zu deren Text der amerikanische Komponist Horatio Parker im Jahre 1893 das Oratorium Urbs Sion aurea („Jerusalem the Golden“) schrieb.
Bernhards bis heute populärster Text ist der Marienhymnus Omni die dic Mariae. Er ist nicht unter seinem Namen überliefert, gilt jedoch aufgrund sprachlich-stilistischer Merkmale als sein Werk. Einige weitere lange Gedichte von ihm sind erhalten: De Trinitate et de fide Catholica (1402 Zeilen), De castitate servanda (524 Zeilen), In libros Regum (1018 Zeilen) und De octo vitiis (1399 Zeilen).

## Der Name der Rose
Eine Zeile Bernhards über den Untergang der antiken Stadt Rom (lat. Roma) variierte Umberto Eco in seinem Roman „Der Name der Rose“ auf die Vergänglichkeit der Rose (lat. rosa): „Stat Roma [Eco: rosa] pristina nomine, nomina nuda tenemus“ / „Das alte Rom steht nur noch als Name, uns bleiben nur nackte Namen.“ Bei Eco ist zu übersetzen: „Die Rose von einst steht nur noch als Name …“ Mit diesem Satz endet Ecos Werk. Während es Bernhard um die Vergänglichkeit aller irdischen Größe geht, bezieht der Schreiber in Ecos Roman sich auf die Flüchtigkeit menschlicher Existenz und das unaufhaltsame Verschwinden der realen Gegenwart in die nur noch erinnerte Vergangenheit. Zugleich spielt Eco auf ein Thema der mittelalterlichen Philosophie an: die Frage, ob sprachliche Begriffe (Universalien) eine eigenständige Realität haben, wenn es keine physisch existierenden Exemplare der von ihnen bezeichneten Gattung gibt. Der mittelalterliche Philosoph Abaelard benutzte das Beispiel, dass die „Rose“, auch wenn es keine Rosen gibt, weiterbestehe, aber nur als Name, das heißt als Wortbedeutung in der Sprache, nicht als Realität.